# Villarboit
Villarboit é uma comuna italiana da região do Piemonte, província de Vercelli, com cerca de 547 habitantes. Estende-se por uma área de 25 km², tendo uma densidade populacional de 22 hab/km². Faz fronteira com Albano Vercellese, Arborio, Balocco, Casanova Elvo, Collobiano, Formigliana, Greggio, San Giacomo Vercellese.

## Demografia
| Variação demográfica do município entre 1861 e 2011                               |
|                                                                                   |
| Fonte: Istituto Nazionale di Statistica (ISTAT) - Elaboração gráfica da Wikipedia |